# Baptized in Blood
Baptized in Blood est un groupe canadien de heavy metal, originaire de London, en Ontario, actif entre 2004 et 2012. Ils étaient dirigés par Dave Mustaine, le leader du groupe américain de thrash metal Megadeth.

## Histoire
En 2006, le groupe sort de manière indépendante l'EP Baptized in Blood. En 2009, ils sortent indépendamment l'album Gutterbound, ce qui leur vaut d'être signés par Roadrunner Records en décembre 2009. Ils restent chez Roadrunner pendant trois ans, sortant un album, également appelé Baptized in Blood. En 2021, Cursed Blessing Records réédite Gutterbound.
De 2009 à 2011, Baptized in Blood tourne aux États-Unis et en Europe. Ils assurent la première partie de la dernière tournée canadienne de Fear Before en août et septembre 2009. Ils jouent dans plusieurs festivals européens, dont le Download Festival 2011. Leur dernier concert a lieu au Heavy T.O. 2011.

## Membres
- Johl Fendley - voix principale (2004-2012)
- Josh Torrance - guitare solo (2004-2012)
- Alex Johnston - batterie (2007-2010, 2011-2012)
- Jason Longo - batterie (2010-2010)
- Jay Westman - batterie (2006-2007)
- Adam Trakinskas - voix principale (2004-2007)
- Brad Nassar - basse, chœurs (2004-2006)

## Discographie
- 2006 : Baptized in Blood (EP)
- 2009 : Gutterbound
- 2010 : Baptized in Blood (Roadrunner Records)